# Camusnagaul
Camusnagaul är en by i Highland i Skottland. Byn är belägen 8 km 
från Ullapool. Orten har 173 invånare (2011).